# Ернст Димлер
Ернст Лудвиг Димлер (Берлин, 2. јануар 1830 — Берлин, 11. септембар 1902) је био немачки историчар.

## Биографија
Студирао је историју на универзитетима у Бону и Берлину, под Лебелом, Ранкеом и Ватенбахом. 1852. промовисан је за доктора филозофије са расправом De Arnulfo Francorum rege. Хабилитовао се у Халеу 1855 са De Bohemiae conditione Carolis imperantibus. 1856. постао је ванредни, 1866. редовни професор историје. 1888. изабран је за председника централне дирекције Monumenta Germaniae Historica у Берлину. Бавио се историјом Каролиншког доба.

## Дела
Значајнија дела за јужнословенску историју: